# Derbi vallisoletano
El derbi vallisoletano es el nombre que recibe el partido de rugby y la rivalidad entre los dos principales equipos de Valladolid (España): el Club de Rugby El Salvador y el Valladolid Rugby Asociación Club. Es considerado como "el clásico del rugby español".

## Cara a cara
hasta el 8 de diciembre 2019
| Competición            | Partidos | El Salvador | Empates | VRAC |
| ---------------------- | -------- | ----------- | ------- | ---- |
| División de Honor      | 55       | 34          | 2       | 19   |
| Play-off por el Título | 7        | 1           | 0       | 6    |
| Copa del Rey           | 10       | 5           | 1       | 4    |
| Supercopa              | 3        | 1           | 0       | 2    |
| Total                  | 75       | 41          | 3       | 31   |

### División de Honor
| Temporada | El Salvador - VRAC  | VRAC - El Salvador |
| --------- | ------------------- | ------------------ |
| 1991-1992 | 24-10               | 3-16               |
| 1992-1993 | 19-23               | 6-16               |
| 1993-1994 | 19-11               | 8-43               |
| 1994-1995 | 9-0                 | 23-21              |
| 1995-1996 | 12-13               | 10-8               |
| 1997-1998 | 27-27               | 13-16              |
| 1998-1999 | 16-20               | 10-19              |
| 1999-2000 | 11-24               | 19-21              |
| 2000-2001 | 15-15               | 26-11              |
| 2001-2002 | 27-22               | 6-9                |
| 2002-2003 | 12-8                | 14-21              |
| 2003-2004 | 21-11               | 18-16              |
| 2004-2005 | 21-7                | 0-23               |
| 2005-2006 | 31-7                | 15-29              |
| 2006-2007 | 17-13               | 17-36              |
| 2007-2008 | 27-11               | 42-32              |
| 2008-2009 | 22-15               | 14-20              |
| 2009-2010 | 23-9                | 31-14              |
| 2010-2011 | 25-9                | 15-13              |
| 2011-2012 | 23-22               | 30-15              |
| 2012-2013 | 14-20               | 6-11               |
| 2013-2014 | 24-3                | 0-12               |
| 2014-2015 | 21-22               | 22-23              |
| 2015-2016 | 40-19               | 20-5               |
| 2016-2017 | 23-15               | 23-24              |
| 2017-2018 | 14-16               | 32-13              |
| 2018-2019 | 26-17               | 20-0               |
| 2019-2020 | 19 de abril de 2020 | 14-8               |

### Play-off por el Título
| Temporada             | El Salvador - VRAC | VRAC - El Salvador |
| --------------------- | ------------------ | ------------------ |
| 2012-13 (semifinales) |                    | 22-18              |
| 2013-14 (final)       |                    | 26-15              |
| 2014-15 (semifinales) |                    | 27-10              |
| 2015-16 (final)       |                    | 23-24              |
| 2016-17 (final)       | 6-15               |                    |
| 2017-18 (final)       |                    | 18-12              |
| 2018-19 (final)       | 27-39              |                    |

### Copa del Rey
| Año                     | El Salvador - VRAC | VRAC - El Salvador |
| ----------------------- | ------------------ | ------------------ |
| 1993 (octavos de final) | 27-12              |                    |
| 2001 (final four)       | 21-21*             |                    |
| 2006 (final)            | 34-9               |                    |
| 2007 (semifinal)        |                    | 8-21               |
| 2010 (semifinal)        | 22-24              |                    |
| 2011 (final)            | 13-0               |                    |
| 2015 (semifinales)      | 12-22              | 9-0                |
| 2016 (final)            | 13-9               |                    |
| 2018 (final)            | 16-20              |                    |

### Supercopa
| Año  | El Salvador - VRAC |
| ---- | ------------------ |
| 2010 | 8-13               |
| 2016 | 14-17              |
| 2018 | 24-22              |

### Estadísticas
- Mayor victoria chamiza: VRAC 8-43 El Salvador (División de Honor 1993-94)
- Mayor victoria quesera: VRAC 43-5 El Salvador (División de Honor 2022-23)
- Partido con mayor número de puntos: 74 puntos, VRAC 42-32 El Salvador (División de Honor 2007-08)
- Partido con menor número de puntos: 9 puntos, El Salvador 9-0 VRAC (División de Honor 1994-95); VRAC 9-0 El Salvador (semifinales -vuelta- Copa del Rey 2015)
- Mayor racha de victorias: El Salvador, 9 victorias (7 en Liga y 2 en Copa), entre el 9 de enero de 2005 y el 9 de diciembre de 2009.

## Derbi vallisoletano femenino
hasta el 21 de diciembre de 2018
| Competición      | Partidos | El Salvador | Empates | VRAC |
| ---------------- | -------- | ----------- | ------- | ---- |
| Liga Territorial | 8        | 8           | 0       | 0    |
| Total            | 8        | 8           | 0       | 0    |

### Liga Territorial
| Temporada | El Salvador - VRAC                 | VRAC - El Salvador                 |
| --------- | ---------------------------------- | ---------------------------------- |
| 2015-16   | 48-0                               | 0-58                               |
| 2016-17   | 55-12                              | 0-39                               |
| 2017-18   | 41-0                               | 5-45                               |
| 2018-19   | 77-8                               | 5-55                               |
| 2019-20   | No coinciden en las misma división | No coinciden en las misma división |

### Estadísticas
- Mayor victoria chamiza: El Salvador 77-8 VRAC (Liga Territorial 2018-19)
- Partido con mayor número de puntos: 85 puntos, El Salvador 77-8 VRAC (Liga Territorial 2018-19)
- Partido con menor número de puntos: 39 puntos, VRAC 0-39 El Salvador (Liga Territorial 2016-17)